# Salma Sayegh
Salma Sayegh, född 1889, död 1953, var en libanesisk författare och feminist. Hon var en pionjärfigur i den tidiga modernistiska libanesiska kvinnorörelsen. 